# Liste der Mitglieder der 9. Knesset
Die Wahlen zur 9. Knesset fanden am 17. Mai 1977 statt.

## Fraktionen
- Likud: 43
- HaMa’arach: 32
- Tnu’a Demokratit LeSchinui: 15
- Nationalreligiöse Partei: 12
- Chadasch: 5
- Agudat Jisra’el: 4
- Reschima Arawit Me’uchedet: 1
- Flatto-Sharon: 1, diese Liste gewann zwei Sitze, bestand aber nur aus einer Person
- Schlomzion: 2
- Machne smol le’Jisra’el: 2
- Poalei Agudat Jisra’el: 1
- Ratz: 1
- Libralim Atzma’im: 1

## Liste der Mitglieder der 9. Knesset
| Name                       | Fraktion                                                                    | Bemerkung |
| -------------------------- | --------------------------------------------------------------------------- | --------- |
| Mosche Arens               | Likud                                                                       |           |
| Joram Aridor               | Likud                                                                       |           |
| Elyakim Badian             | Likud                                                                       |           |
| Menachem Begin             | Likud                                                                       |           |
| Yitzhak Berman             | Likud                                                                       |           |
| Geula Cohen                | Likud, parteilos, Techija                                                   |           |
| Meir Cohen-Avidov          | Likud                                                                       |           |
| Jigal Cohen-Orgad          | Likud                                                                       |           |
| Yigal Cohen                | Likud                                                                       |           |
| Chaim Korfu                | Likud                                                                       |           |
| Michael Dekel              | Likud                                                                       |           |
| Sarah Doron                | Likud                                                                       |           |
| Simcha Ehrlich             | Likud                                                                       |           |
| Jecheskel Flomin           | Likud                                                                       |           |
| Pessach Grupper            | Likud                                                                       |           |
| Jigal Hurwitz              | Likud, Reschima mamlachtit, Telem                                           |           |
| Mosche Katzav              | Likud                                                                       |           |
| Avraham Katz               | Likud                                                                       |           |
| Chaim Kaufman              | Likud                                                                       |           |
| David Levy                 | Likud                                                                       |           |
| Amnon Linn                 | Likud                                                                       |           |
| Eitan Livni                | Likud                                                                       |           |
| Moshe Meron                | Likud                                                                       |           |
| Roni Milo                  | Likud                                                                       |           |
| Jitzchak Modai             | Likud                                                                       |           |
| Amal Nasser el-Din         | Likud                                                                       |           |
| Mosche Nissim              | Likud                                                                       |           |
| Ehud Olmert                | Likud                                                                       |           |
| Gideon Patt                | Likud                                                                       |           |
| Jitzchak Peretz            | Likud, Reschima mamlachtit, Likud                                           |           |
| Shmuel Rechtman            | Likud                                                                       |           |
| Yosef Rom                  | Likud                                                                       |           |
| Menachem Savidor           | Likud                                                                       |           |
| Hillel Seidel              | Likud                                                                       |           |
| Mosche Schamir             | Likud, parteilos, Techija                                                   |           |
| Jitzchak Schamir           | Likud                                                                       |           |
| Avraham Sharir             | Likud                                                                       |           |
| Dov Shilansky              | Likud                                                                       |           |
| Elieser Schostak           | Likud                                                                       |           |
| Zalman Shoval              | Likud, Reschima mamlachtit, Telem                                           |           |
| Yosef Tamir                | Likud, Schinui, parteilos                                                   |           |
| Mordechai Zipori           | Likud                                                                       |           |
| Ezer Weizman               | Likud                                                                       |           |
| Jigal Allon                | HaMa’arach                                                                  |           |
| Moshe Amar                 | HaMa’arach                                                                  |           |
| Jacques Amir               | HaMa’arach                                                                  |           |
| Adi'el Amorai              | HaMa’arach                                                                  |           |
| Schoshana Arbeli-Almoslino | HaMa’arach                                                                  |           |
| Chaim Bar-Lev              | HaMa’arach                                                                  |           |
| Uzi Bar’am                 | HaMa’arach                                                                  |           |
| Mosche Dajan               | HaMa’arach, parteilos, Telem                                                |           |
| Abba Eban                  | HaMa’arach                                                                  |           |
| Tamar Eshel                | HaMa’arach                                                                  |           |
| Naftali Feder              | HaMa’arach                                                                  |           |
| Haika Grossman             | HaMa’arach                                                                  |           |
| Menachem Hacohen           | HaMa’arach                                                                  |           |
| Amos Hadar                 | HaMa’arach                                                                  |           |
| Michael Charisch           | HaMa’arach                                                                  |           |
| Schlomo Hillel             | HaMa’arach                                                                  |           |
| Yeruham Meshel             | HaMa’arach                                                                  |           |
| Elijahu Mojal              | HaMa’arach                                                                  |           |
| Ora Namir                  | HaMa’arach                                                                  |           |
| Jitzchak Nawon             | HaMa’arach                                                                  |           |
| Schimon Peres              | HaMa’arach                                                                  |           |
| Jitzchak Rabin             | HaMa’arach                                                                  |           |
| Jehoschua Rabinowitz       | HaMa’arach                                                                  |           |
| Daniel Rosolio             | HaMa’arach                                                                  |           |
| Jossi Sarid                | HaMa’arach                                                                  |           |
| Mosche Schachal            | HaMa’arach                                                                  |           |
| Eliahu Speiser             | HaMa’arach                                                                  |           |
| Meir Talmi                 | HaMa’arach                                                                  |           |
| Gad Ja’akobi               | HaMa’arach                                                                  |           |
| Aharon Jadlin              | HaMa’arach                                                                  |           |
| Yehezkel Zakai             | HaMa’arach                                                                  |           |
| Chaim Josef Zadok          | HaMa’arach                                                                  |           |
| Meir Amit                  | Tnu’a Demokratit LeSchinui, Schinui, HaMa’arach                             |           |
| Shafik Assad               | Tnu’a Demokratit LeSchinui, Tnu’a Demokratit, Ahva, Telem                   |           |
| Zeidan Atashi              | Tnu’a Demokratit LeSchinui, Schinui                                         |           |
| Mordechai Elgrably         | Tnu’a Demokratit LeSchinui, Tnu’a Demokratit, parteilos, Mifleget Ha’Ejchut |           |
| David Golomb               | Tnu’a Demokratit LeSchinui, Schinui, HaMa’arach                             |           |
| Benjamin Halevi            | Tnu’a Demokratit LeSchinui, Tnu’a Demokratit, parteilos                     |           |
| Akiva Nof                  | Tnu’a Demokratit LeSchinui, Tnu’a Demokratit, Ahva, Likud                   |           |
| Amnon Rubinstein           | Tnu’a Demokratit LeSchinui, Schinui                                         |           |
| Shmuel Tamir               | Tnu’a Demokratit LeSchinui, Tnu’a Demokratit, parteilos                     |           |
| Shmuel Toledano            | Tnu’a Demokratit LeSchinui, Schinui                                         |           |
| Mordechai Virshubski       | Tnu’a Demokratit LeSchinui, Schinui                                         |           |
| Stef Wertheimer            | Tnu’a Demokratit LeSchinui, Schinui                                         |           |
| Jigael Jadin               | Tnu’a Demokratit LeSchinui, Tnu’a Demokratit, parteilos                     |           |
| Assaf Yaguri               | Tnu’a Demokratit LeSchinui, Ya'ad                                           |           |
| Meir Zorea                 | Tnu’a Demokratit LeSchinui                                                  |           |
| Aharon Abuchazira          | Nationalreligiöse Partei                                                    |           |
| Eliezer Avtabi             | Nationalreligiöse Partei                                                    |           |
| Yehuda Ben-Meir            | Nationalreligiöse Partei                                                    |           |
| Josef Burg                 | Nationalreligiöse Partei                                                    |           |
| Chaim Druckman             | Nationalreligiöse Partei                                                    |           |
| David Glass                | Nationalreligiöse Partei                                                    |           |
| Sebulon Hammer             | Nationalreligiöse Partei                                                    |           |
| Avraham Melamed            | Nationalreligiöse Partei                                                    |           |
| Ben-Zion Rubin             | Nationalreligiöse Partei                                                    |           |
| Pinhas Scheinman           | Nationalreligiöse Partei                                                    |           |
| Sara Stern-Katan           | Nationalreligiöse Partei                                                    |           |
| Serach Wahrhaftig          | Nationalreligiöse Partei                                                    |           |
| Charlie Biton              | Chadasch                                                                    |           |
| Hanna Mwais                | Chadasch                                                                    |           |
| Tawfik Toubi               | Chadasch                                                                    |           |
| Meir Vilner                | Chadasch                                                                    |           |
| Tawfiq Ziad                | Chadasch                                                                    |           |
| Yehuda Meir Abramovicz     | Agudat Jisra’el                                                             |           |
| Shlomo-Ya'akov Gross       | Agudat Jisra’el                                                             |           |
| Shlomo Lorincz             | Agudat Jisra’el                                                             |           |
| Menachem Porusch           | Agudat Jisra’el                                                             |           |
| Arje Eliav                 | Machne smol le’Jisra’el                                                     |           |
| Meir Pa’il                 | Machne smol le’Jisra’el                                                     |           |
| Ariel Scharon              | Schlomzion, Likud                                                           |           |
| Yitzhak Yitzhaky           | Schlomzion, Likud, Jisrael Achat                                            |           |
| Shmuel Flatto-Sharon       | Pituach WeSchalom                                                           |           |
| Schulamit Aloni            | Ratz                                                                        |           |
| Gideon Hausner             | Libralim Atzma’im                                                           |           |
| Kalman Kahana              | Poalei Agudat Jisra’el                                                      |           |
| Seif el-Din el-Zoubi       | Reschima Arawit Me’uchedet                                                  |           |

### Ersetzungen
| MK                    | ersetzt              | Datum            | Partei                     | Anmerkungen |
| --------------------- | -------------------- | ---------------- | -------------------------- | ----------- |
| Emry Ron              | Chaim Josef Zadok    | 2. Januar 1978   | HaMa’arach                 |             |
| Shlomo Eliyahu        | Meir Zorea           | 15. Februar 1978 | Tnu’a Demokratit LeSchinui |             |
| Awraham Katz-Oz       | Jitzchak Nawon       | 18. April 1978   | HaMa’arach                 |             |
| Ze'ev Katz            | Aharon Jadlin        | 12. Januar 1979  | HaMa’arach                 |             |
| Uri Avnery            | Arje Eliav           | 31. Januar 1979  | Machne smol le’Jisra’el    |             |
| Hamad Abu Rabia       | Seif el-Din el-Zoubi | 3. April 1979    | Reschima Arawit Me’uchedet |             |
| David Stern           | Shmuel Rechtman      | 18. Juni 1979    | Likud                      |             |
| Esther Herlitz        | Jehoschua Rabinowitz | 14. August 1979  | HaMa’arach                 |             |
| Yehuda Hashai         | Jigal Allon          | 29. Februar 1980 | HaMa’arach                 |             |
| Saadia Marciano       | Meir Pa’il           | 19. Mai 1980     | Machne smol le’Jisra’el    |             |
| Tschabar Muadi        | Hamad Abu Rabia      | 12. Januar 1981  | Reschima Arawit Me’uchedet |             |
| Walid Chaddsch Jachja | Uri Avnery           | 13. Februar 1981 | Machne smol le’Jisra’el    |             |
| Avraham Levenbraun    | Hanna Mwais          | 13. Februar 1981 | Chadasch                   |             |
| Stella Levy           | Stef Wertheimer      | 20. Februar 1981 | Shinui                     |             |